# Audrey Meadows
Audrey Meadows, geboren als Audrey Cotter (New York, 8 februari 1922 - Beverly Hills, 3 februari 1996), was een Amerikaans actrice. Ze won in 1955 een Primetime Emmy Award voor haar bijrol als Alice Kramden in de komedieserie The Jackie Gleason Show. Voor diezelfde prijs werd Meadows ook genomineerd in 1954 (voor The Jackie Gleason Show), 1956 (bijrol als - eveneens - Alice Kramden in de afgetakte komedieserie The Honeymooners) en 1957 (voor The Jackie Gleason Show). Hiernaast werd haar in 1995 een Lifetime Achievement Award toegekend tijdens de American Comedy Awards.
Meadows kreeg in 1960 een ster op de Hollywood Walk of Fame. Ze was de jongere zus van actrice Jayne Meadows. Na een kort huwelijk met Randolph Rouse begon ze een affaire met Robert Six, de baas van luchtvaartmaatschappij Continental Airlines, die op dat moment met Ethel Merman getrouwd was. Na hun scheiding trouwden Audrey en Robert, tot aan zijn dood in 1986.

## Filmografie
*Exclusief televisiefilms
- Wally and the Valentines (1989, televisiefilm)
- Lily: Sold Out (1981, televisiefilm)
- The Honeymooners (1978, televisiefilm I)
- The Honeymooners (1978, televisiefilm II)
- The Honeymooners (1977, televisiefilm)
- The Honeymooners (1976, televisiefilm)
- Rosie! (1967)
- Clown Alley (1966, televisiefilm)
- Invisible Diplomats (1965)
- Take Her, She's Mine (1963)
- That Touch of Mink (1962)
- At the Movies (1959, televisiefilm)

## Televisieseries
*Exclusief eenmalige gastrollen
- Dave's World - Ruby (1995, twee afleveringen)
- Uncle Buck - Maggie Hogoboom (1990-1991, vijf afleveringen)
- Too Close for Comfort - Iris Martin (1982-1988, achttien afleveringen)
- The Red Skelton Show - Verschillende (1960-1971, elf afleveringen)
- The United States Steel Hour - Verschillende (1959, twee afleveringen)
- The Steve Allen Show - Verschillende (1957-1958, drie afleveringen)
- The Jackie Gleason Show - Alice Kramden (1952-1957, 115 afleveringen)
- The Honeymooners - Alice Kramden (1955-1956, 39 afleveringen)
- Bob and Ray - Verschillende (1951-1953, ... afleveringen)

## Privé
Meadows trouwde in 1961 met Robert Six, haar tweede echtgenoot. Ze bleef samen met hem tot aan zijn overlijden in 1986. Meadows was van 1956 tot en met 1958 al eens getrouwd met Randolph Rouse. Hun huwelijk eindigde in een echtscheiding. Meadows stierf op 73-jarige leeftijd aan longkanker.
- Bibliothèque nationale de France: cb14205665h (data)
- Gemeinsame Normdatei: 1250194806
- International Standard Name Identifier: 0000 0000 6390 7209
- Library of Congress Control Number: n94016648
- Nationale bibliotheek van Australië: 35208193
- Nationale Bibliotheek van Israël: 987007322621805171
- SNAC: w6p39sx3
- Système universitaire de documentation: 230673635
- Virtual International Authority File: 53375010
- WorldCat: E39PBJkXqfkJjpXqPWWw9c8V4q